# Grupo de Treino N.º 2 da RAAF
O Grupo de Treino N.º 2 da RAAF foi um grupo da Real Força Aérea Australiana (RAAF). Foi criado em Sydney em agosto de 1941 como parte de uma reorganização da força aérea e foi dissolvido após a guerra em março de 1946.

## História
Antes da Segunda Guerra Mundial, a Real Força Aérea Australiana era pequena o suficiente para que todos os seus elementos fossem controlados directamente pelo QG da RAAF, em Melbourne. Depois de a guerra começar, em setembro de 1939, a RAAF começou a descentralizar a sua estrutura de comando, proporcional aos aumentos esperados em efectivos e unidades. O seu movimento inicial nessa direcção foi criar os grupos N.º 1 e N.º 2 para controlar unidades em Victoria e Nova Gales do Sul, respectivamente. Então, entre março de 1940 e maio de 1941, a RAAF dividiu a Austrália e a Nova Guiné em quatro zonas de comando e controle geograficamente divididas: Comando da Área Central, Comando da Área do Sul, Comando da Área Ocidental e Comando da Área do Norte. Cada um era liderado por um Comando de Oficial Aéreo (AOC) responsável pela administração e operações de todas as bases aéreas e unidades dentro de seus limites. Não. 2 Grupo, que foi estabelecido em 20 Novembro de 1939, foi reformado como Comando da Área Central em 7 Março de 1940. Com sede em Sydney, a Área Central controlava todas as unidades da Força Aérea em New South Wales, exceto aquelas no sul de Riverina e no norte do estado.
Após o fim da guerra, o grupo N.º 2 foi dissolvido em Wagga, em 26 Março de 1946.